# Condado de Daniels
El condado de Daniels (en inglés: Daniels County), fundado en 1920, es uno de los 56 condados del estado estadounidense de Montana. En el año 2000 tenía una población de 2017 habitantes con una densidad poblacional de 0,55 personas por km². La sede del condado es Scobey.

## Geografía
Según la Oficina del Censo, el condado tiene un área total de 3696 km² (1427,0 mi²), de la cual 3693 km² (1425,9 mi²) es tierra y 3 km² (1,2 mi²) (0.03%) es agua.

### Condados adyacentes
- Condado de Valley - oeste
- Condado de Roosevelt - sur
- Condado de Sheridan - este
- Old Post n.º 43 (Saskatchewan) - noroeste
- Poplar Valley n.º 12 (Saskatchewan) - norte
- Hart Butte n.º 11 (Saskatchewan) - norte
- Happy Valley n.º 10 (Saskatchewan) - noreste

## Carreteras
- Montana Highway 5
- Montana Highway 13

## Demografía
En el 2000 la renta per cápita promedia del condado era de $27,306, y el ingreso promedio para una familia era de $35,722. En 2000 los hombres tenían un ingreso per cápita de $24,405 versus $18,421 para las mujeres. El ingreso per cápita para el condado era de $16,055. Alrededor del 16.90% de la población estaba bajo el umbral de pobreza nacional.

## Comunidades

### Ciudad
- Scobey

### Pueblo
- Flaxville

### Comunidades no incorporadas
- Four Buttes
- Peerless
- Whitetail